# ویلیام بی. بیت
ویلیام بی. بیت (به انگلیسی: William B. Bate) سناتور سابق عضو حزب فدرالیست (آمریکا) بود. وی در سال ۱۸۸۷ تا ۱۹۰۵ میلادی سناتور ایالت تنسی در سنای ایالات متحده آمریکا بود.